# Båthusflyn
Båthusflyn är en sjö i Strömsunds kommun i Jämtland och ingår i Ångermanälvens huvudavrinningsområde. Sjön har en area på 0,0621 kvadratkilometer och ligger 393,3 meter över havet. Båthusflyn ligger i Frostvikenfjällen Natura 2000-område. Sjön avvattnas av vattendraget Storån (Risedeån).

## Delavrinningsområde
Båthusflyn ingår i det delavrinningsområde (715334-146117) som SMHI kallar för Inloppet i Yttre Långvattnet. Medelhöjden är 524 meter över havet och ytan är 11,85 kvadratkilometer. Räknas de 85 avrinningsområdena uppströms in blir den ackumulerade arean 238,37 kvadratkilometer. Storån (Risedeån) som avvattnar avrinningsområdet har biflödesordning 3, vilket innebär att vattnet flödar genom totalt 3 vattendrag innan det når havet efter 275 kilometer. Avrinningsområdet består mestadels av skog (97 procent). Avrinningsområdet har 0,14 kvadratkilometer vattenytor vilket ger det en sjöprocent på 1,2 procent.